# Estadio Monumental Antonio Vespucio Liberti
Het Estadio Monumental Antonio Vespucio Liberti, beter bekend als El Monumental en ook River Plate Stadion, is een voetbalstadion in de wijk Núñez van Buenos Aires, Argentinië. Het is het thuisstadion van River Plate, en is in 1986 genoemd naar oud-voorzitter Antonio Vespucio Liberti, die in de periode 1933-1969 vijfmaal voorzitter was van River Plate.
Bij de opening in 1934 liepen de tribunes voor driekwart rond, de vierde zijde werd volledig opengelaten. De tribunes - al wel in twee ringen - lagen dus in de vorm van een hoefijzer rond het veld. Uiteindelijk komt het stadion toch af, en heeft het de grote, doorgaande ronde vorm. De plattegrond heeft ook een atletiekbaan. De kleedkamers onder de tribunes hebben een raampje aan de veldzijde, vlak boven het veld.
Bij het stadion zijn ook faciliteiten voor tennis, basketbal, zwemmen, bowling, en andere sporten, plus woningen voor jonge sporters, een bioscoop en een museum.
In 2011 werd besloten dat River Plate een jaar lang geen wedstrijden in El Monumental mag spelen. Dit vanwege de rellen rondom de degradatie van River Plate

## Toernooien

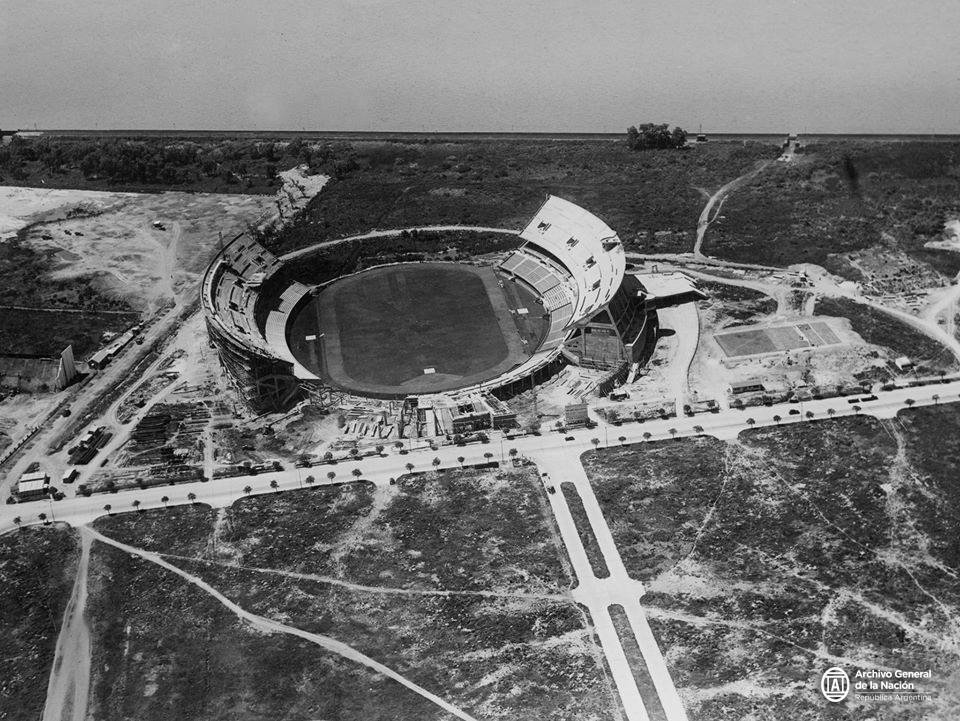
Het stadion in 1937

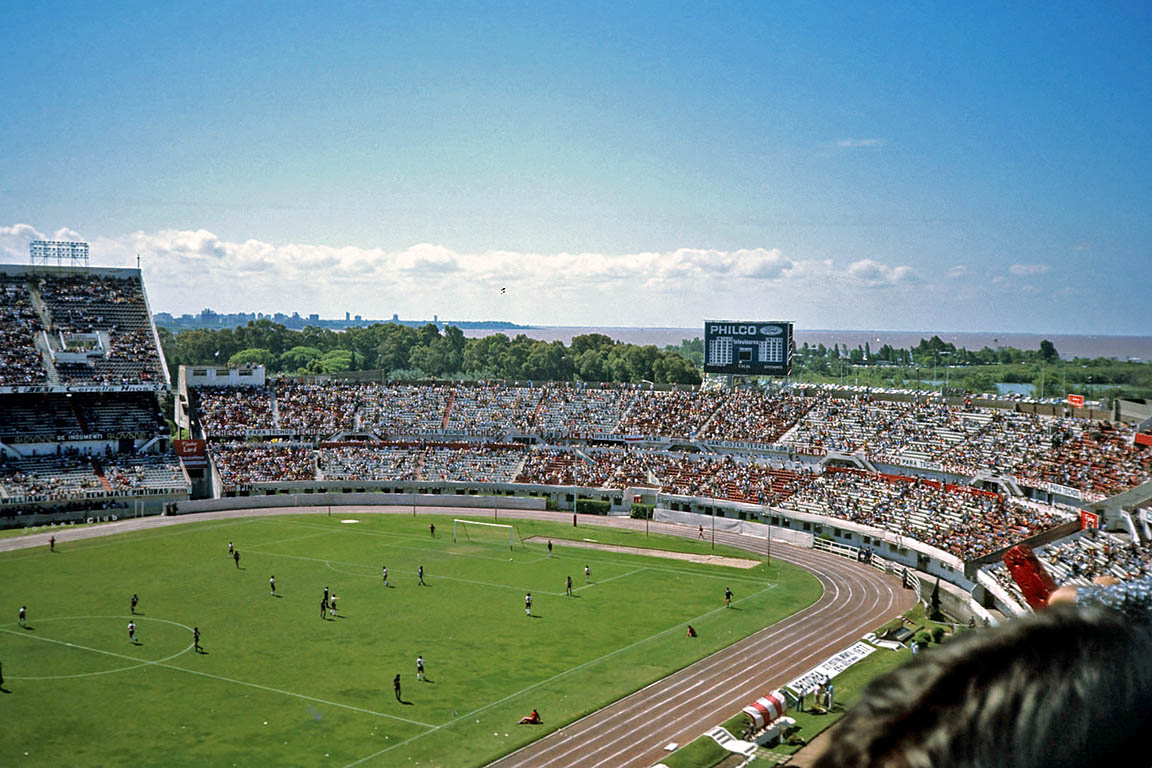
Het stadion in de jaren 70

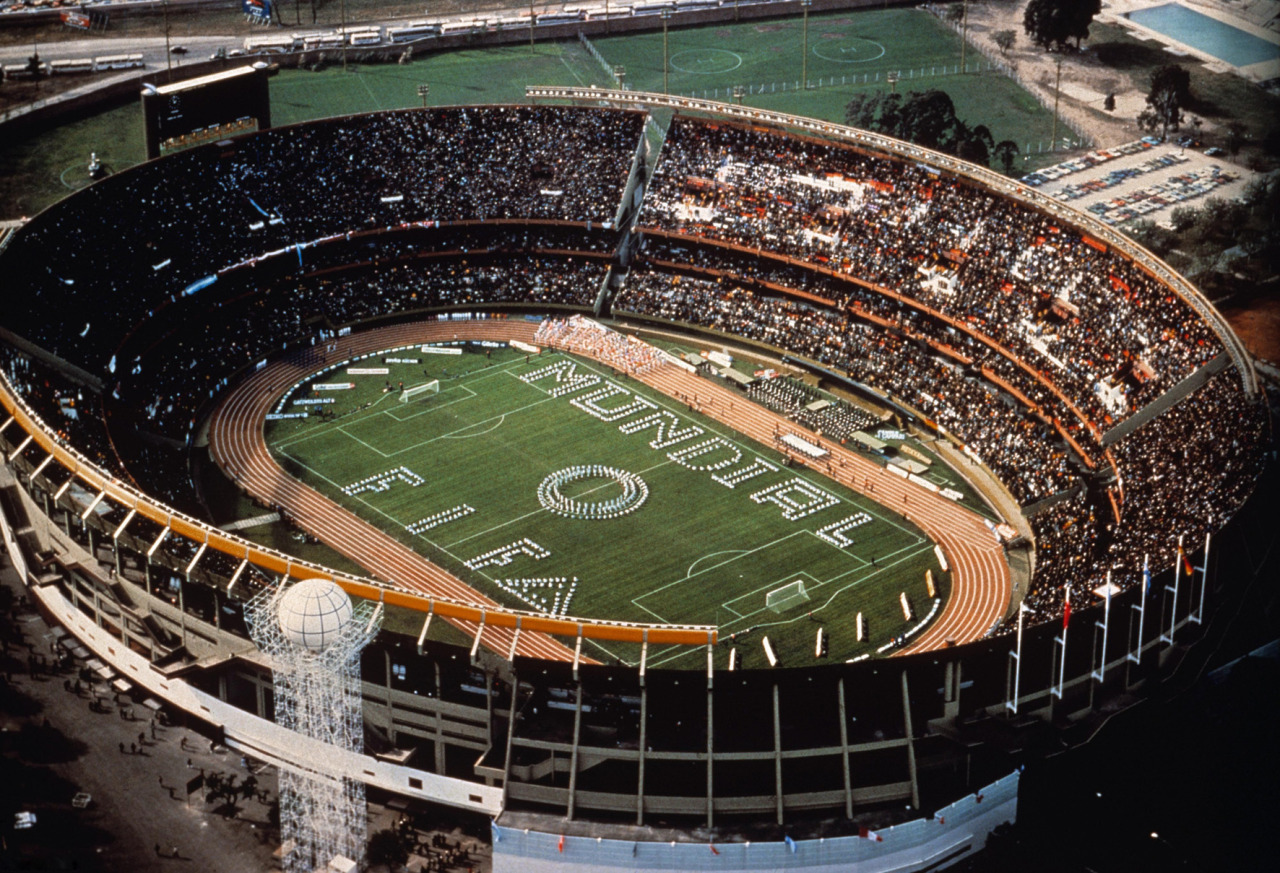
WK 1978

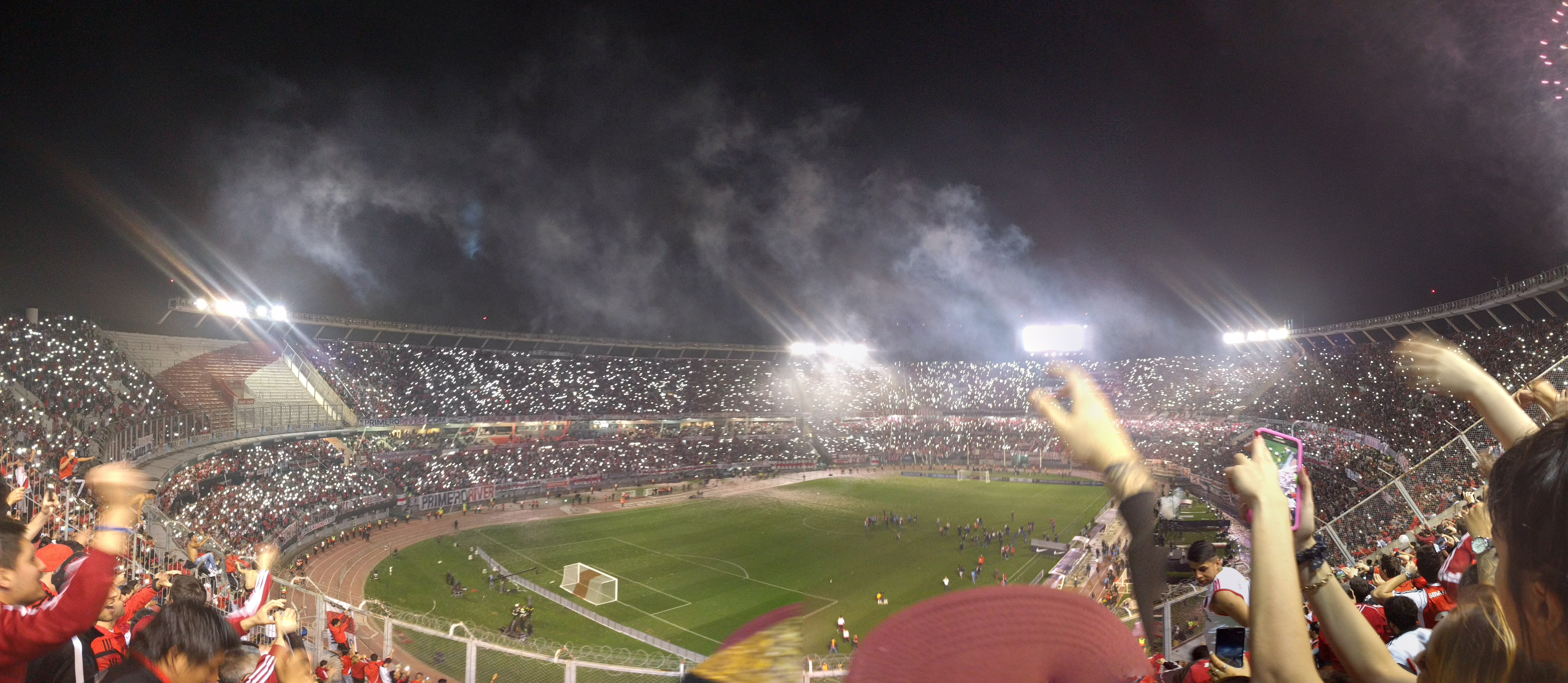
Finale Recopa Sudamericana 2016

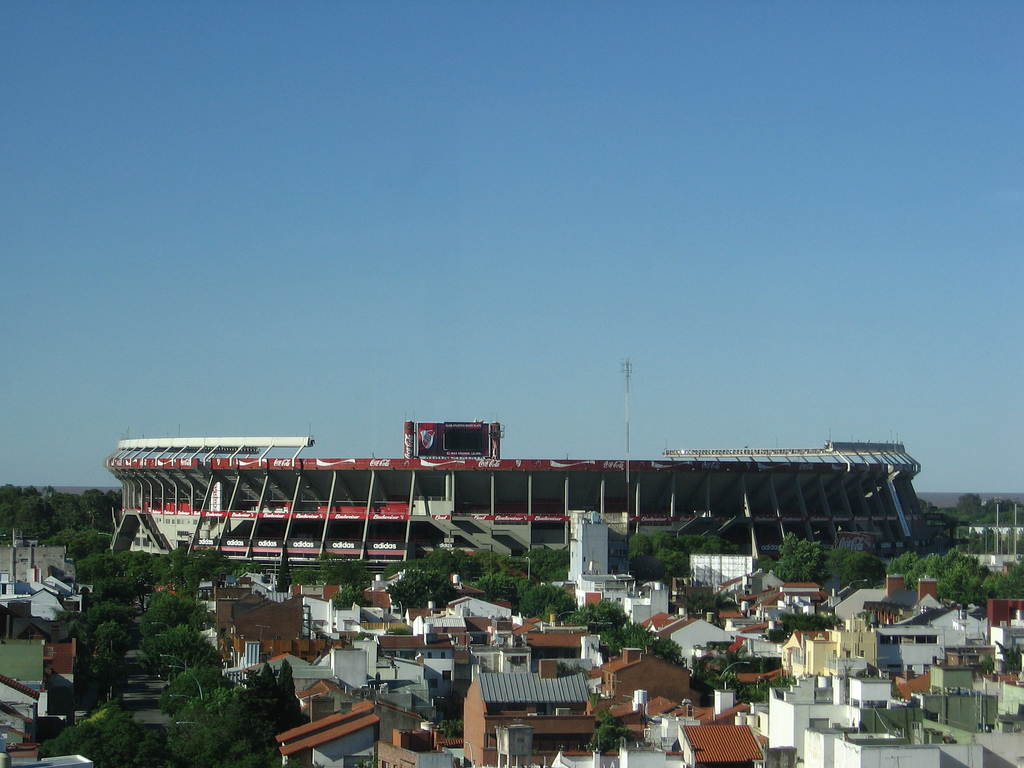

Het stadion wordt gebruikt voor voetbaltoernooien van landenteams alsook voor clubs. Zo werd in 2016 in dit stadion de finale gespeeld van de Recopa Sudamericana. In die finale speelde River Plata tegen Sante Fe. Het werd 2–1 voor River Plata, waardoor dit team kampioen werd. 

### WK interlands
Het stadion is gerenoveerd voor het WK voetbal van 1978, met toen nog 76.600 plaatsen. In 2022 en 2023 is het stadion opnieuw grond gerenoveerd. Zo is de sintelbaan verwijderd en is de vrijgekomen ruimte bebouwd met nieuwe tribunes, waardoor de capaciteit is opgelopen tot 83.214. In het Monumental werd onder andere de finale gespeeld (Nederland - Argentinië 1-3).
| №  | Datum        | Wedstrijd               | Uitslag | Competitie                | Toeschouwers |
| -- | ------------ | ----------------------- | ------- | ------------------------- | ------------ |
| 1  | 1 juni 1978  | West-Duitsland – Polen  | 0 – 0   | WK 1978 1e Groepsfase (B) | 67.579       |
| 2  | 2 juni 1978  | Argentinië – Hongarije  | 2 – 1   | WK 1978 1e Groepsfase (A) | 71.615       |
| 3. | 6 juni 1978  | Argentinië – Frankrijk  | 2 – 1   | WK 1978 1e Groepsfase (A) | 71.666       |
| 4  | 10 juni 1978 | Italië – Argentinië     | 1 – 0   | WK 1978 1e Groepsfase (A) | 71.712       |
| 5  | 14 juni 1978 | West-Duitsland – Italië | 0 – 0   | WK 1978 2e Groepsfase (A) | 67.547       |
| 6. | 18 juni 1978 | Italië – Oostenrijk     | 1 – 0   | WK 1978 2e Groepsfase (A) | 66.695       |
| 7  | 21 juni 1978 | Nederland – Italië      | 2 – 1   | WK 1978 2e Groepsfase (A) | 67.433       |
| 8  | 24 juni 1978 | Brazilië – Italië       | 2 – 1   | WK 1978 Troostfinale      | 69.659       |
| 9. | 25 juni 1978 | Argentinië – Nederland  | 3 – 1   | Finale WK 1978            | 71.483       |

### Copa América
Het stadion is gebruikt voor wedstrijden in de Copa América, het landentoernooi voor landen uit Zuid-Amerika. Voor de eerste op het  toernooi van 1946. Er werd toen gespeeld in een groep, waarin ieder land een keer tegen elkaar speelt. In 1959 en 1987 werd het stadion weer gebruikt om wedstrijden te spelen. In 1959 werden alle wedstrijden op dit toernooi hier gespeeld. 
Dit stadion is gebruikt voor de finale van de Copa América van 2011. In deze finale won Uruguay.
| №  | Datum            | Wedstrijd             | Uitslag | Copa América |
| -- | ---------------- | --------------------- | ------- | ------------ |
| 1  | 12 januari 1946  | Argentinië – Paraguay | 2 – 0   | Groep        |
| 2  | 26 januari 1946  | Paraguay – Bolivia    | 4 – 2   | Groep        |
| 3  | 26 januari 1946  | Argentinië – Chili    | 3 – 1   | Groep        |
| 4  | 10 februari 1946 | Argentinië – Brazilië | 2 – 0   | Groep        |
| 5  | 7 maart 1959     | Argentinië – Chili    | 6 – 1   | Groep        |
| 6  | 8 maart 1959     | Uruguay – Bolivia     | 7 – 0   | Groep        |
| 7  | 10 maart 1959    | Brazilië – Peru       | 2 – 2   | Groep        |
| 8  | 11 maart 1959    | Paraguay – Chili      | 2 – 1   | Groep        |
| 9  | 11 maart 1959    | Argentinië – Bolivia  | 2 – 0   | Groep        |
| 10 | 14 maart 1959    | Peru – Uruguay        | 5 – 3   | Groep        |
| 11 | 15 maart 1959    | Paraguay – Bolivia    | 5 – 0   | Groep        |
| 12 | 15 maart 1959    | Brazilië – Chili      | 3 – 0   | Groep        |
| 13 | 18 maart 1959    | Uruguay – Paraguay    | 3 – 1   | Groep        |
| 14 | 18 maart 1959    | Argentinië – Peru     | 3 – 1   | Groep        |
| 15 | 21 maart 1959    | Brazilië – Bolivia    | 4 – 2   | Groep        |
| 16 | 21 maart 1959    | Chili – Peru          | 1 – 1   | Groep        |
| 17 | 22 maart 1959    | Argentinië – Paraguay | 3 – 1   | Groep        |
| 18 | 26 maart 1959    | Chili – Bolivia       | 5 – 2   | Groep        |
| 19 | 26 maart 1959    | Brazilië – Uruguay    | 3 – 1   | Groep        |
| 20 | 29 maart 1959    | Peru – Bolivia        | 0 – 0   | Groep        |
| 21 | 29 maart 1959    | Brazilië – Paraguay   | 4 – 1   | Groep        |
| 22 | 30 maart 1959    | Argentinië – Uruguay  | 4 – 1   | Groep        |
| 23 | 2 april 1959     | Paraguay – Peru       | 2 – 1   | Groep        |
| 24 | 2 april 1959     | Chili – Uruguay       | 1 – 0   | Groep        |
| 25 | 4 april 1959     | Argentinië – Brazilië | 1 – 1   | Groep        |
| 26 | 27 juni 1987     | Argentinië – Peru     | 1 – 1   | Groepsfase   |
| 27 | 2 juli 1987      | Argentinië – Ecuador  | 3 – 0   | Groepsfase   |
| 28 | 4 juli 1987      | Peru – Ecuador        | 1 – 2   | Groepsfase   |
| 29 | 9 juli 1987      | Argentinië – Uruguay  | 0 – 1   | Halve finale |
| 30 | 11 juli 1987     | Argentinië – Colombia | 1 – 2   | Troostfinale |
| 31 | 12 juli 1987     | Uruguay – Chili       | 1 – 0   | Finale       |
| 32 | 24 juli 2011     | Uruguay – Paraguay    | 3 – 0   | Finale       |

Estadio Monumental (Buenos Aires) · Estadio José Amalfitani (Buenos Aires) · Estadio Córdoba (Córdoba) · Estadio Mar del Plata (Mar del Plata) · Estadio Gigante de Arroyito (Rosario) · Estadio Mendoza (Mendoza)